# ميغيل أنطونيو أوتيرو (سياسي)
ميغيل أنطونيو أوتيرو (بالإنجليزية: Miguel Antonio Otero)‏ هو محامي وسياسي أمريكي، ولد في 21 يونيو 1829 في مقاطعة فالينسيا في الولايات المتحدة، وتوفي في 30 مايو 1882 في لاس فيغاس في الولايات المتحدة. حزبياً، نشط في الحزب الديمقراطي.